# Robert May
Robert McCredie May, Baron May of Oxford (ur. 8 stycznia 1936 w Sydney, zm. 28 kwietnia 2020 w Oksfordzie) – australijski polihistor (matematyka, fizyka teoretyczna, nauki przyrodnicze), który rozbudował podstawy biomatematyki, ekologii populacyjnej, biocenologii, epidemiologii (wprowadził m.in. pojęcie basic reproductive number R0), wykazał, że proste modele matematyczne pozwalają opisywać złożone układy dynamiczne (zob. chaos, odwzorowanie logistyczne).
Był związany z Uniwersytetem w Sydney, Uniwersytetem Harvarda, Princeton University, Uniwersytetem Oksfordzkim i Imperial College London. Został członkiem Royal Society w 1979 roku, a w latach 2000–2005 był jego przewodniczącym. Laureat Medalu Copleya.

## Życiorys

### Dzieciństwo
Robert McCredie May urodził się 8 stycznia 1936 roku w Sydney. Ojciec, Henry Wilkinson May, był zdolnym adwokatem. Należał do rodziny imigrantów z Irlandii Północnej. Dziadek (Orangemen) został zmuszony przez bojownika IRA do emigracji wraz ze swoją protestancką rodziną.
Matka, Kathleen Mitchell (z domu McCredie) pochodziła ze szkockiej rodziny budowniczych Queen’s University Belfast (Lanyon Building). Jej czterej bracia po emigracji do Australii budowali m.in. Customs House Sydney.
Kathleen i Henry May mieli dwóch synów, Roberta i Toma. Rozeszli się, gdy Robert (starszy z synów) miał 7 lat. Chłopcy zamieszkali z matką u dziadków na cichym przedmieściu Sydney (Woollahra). Przyczyną rozpadu rodziny był alkoholizm ojca. Sprawiło to, że Robert – bardzo podobny do ojca – został abstynentem (obawiał się, że odziedziczył również skłonność do nałogu). Jako dziecko osłabione przez astmę dużo czasu spędzał w domu. Lubił łamigłówki, np. puzzle matematyczne i inne gry wymagające rozwiązywania problemów. W latach 1948–1952 uczęszczał do Woollahra Primary School i Sydney Boys High School. Został mistrzem w szkolnym zespole dyskusyjnym Sydney Boys (w tym okresie został ateistą – mówił o przeżyciu „odwrotnego objawienia”). Wspominał kilku doskonałych nauczycieli. Wdzięczny był przede wszystkim nauczycielowi chemii, Lenny’emu Basserowi, któremu przypisywał rozwój własnego samodzielnego myślenia.

### Studia i doktorat
Pod wpływem Lenny’ego Bassera Robert May porzucił myśli o studiach w dziedzinie prawa lub medycyny. Od 1953 roku studiował inżynierię chemiczną (ang. chemical engineering) na Uniwersytecie w Sydney (kierunek wybrał pod wpływem prof. Rolfa Prince). Otrzymywał nagrody za osiągnięcia w chemii i fizyce, mimo że przygotowania do egzaminów uważał za „ciekawe gry” i dużo czasu spędzał z kolegami przy szachach i stole bilardowym. Na drugim roku łączył studia inżynierii chemicznej i fizyki, a na trzecim roku zastąpił kierunek inżynieria chemiczna matematyką czystą i stosowaną oraz fizyką, którą ukończył z wyróżnieniem w 1956 roku.
Pracę doktorską wykonywał w dziedzinie fizyki materii skondensowanej. Jego promotorem był Max Robert (Robbie) Schafroth (1923–1959), który był do 1954 roku studentem i asystentem Wolfganga Pauliego w Zurychu (pod wpływem Pauliego i V. Weisskopfa był też Robert May). Po przyjeździe do Uniwersytetu w Sydney (1954) zajmował się naukowo problemami nadprzewodnictwa (efekt Meissnera, teoria Londonów i in.). Badania były zbieżne z prowadzonymi wówczas przez Johna Bardeena, Leona Coopera i Johna Schrieffera – twórców teorii BCS opublikowanej w 1957 roku, zdobywców Nagrody Nobla w 1972 roku.
W 1959 roku prof. Schafroth został zaproszony do Genewy, gdzie powierzono mu katedrę fizyki teoretycznej, rozpoczynającą działalność 1 września tegoż roku. Robert May zamierzał podjąć pracę w Genewie bezpośrednio po zakończeniu badań, wykonywanych w ramach doktoratu. Realizację zamierzeń obu fizyków udaremniła katastrofa lotnicza – Schafroth i jego żona ponieśli śmierć 29 maja 1959 roku. Artykuł Schafortha i Maya pt. Meissner-Ochsenfeld Effect in the Bogoljubov Theory został opublikowany we wrześniu tegoż roku, a wkrótce potem R.M. May otrzymał na Uniwersytecie w Sydney stopień doktora za pracę na temat nadprzewodnictwa (Investigations towards an understanding of superconductivity).

### Przebieg pracy zawodowej
Robert M. May był pracownikiem naukowo-dydaktycznym uniwersytetów w Australii, Stanach Zjednoczonych i w Wielkiej Brytanii:
1959–1961 – Uniwersytet Harvarda
– staż podoktorancki u Maxa Krooka, współtwórcy modelu BGK (Bhatnagar–Gross–Krook operator, obliczeniowa mechanika płynów),
– wykładowca matematyki stosowanej (stanowisko Gordon MacKay Lecturer) na Wydziale Inżynierii i Fizyki Stosowanej
1962–1973 – Uniwersytet w Sydney
– 1961–1964 – starszy wykładowca fizyki teoretycznej na Wydziale Fizyki
– 1964–1969 – reader (odpowiednik profesora uczelnianego)
– 1969–1973 – własna katedra
W tymże okresie spędził 9-miesięczny urlop naukowy w Plasma Physics Research Laboratories
w Culham
1973–1988 – Uniwersytet w Princeton,
W Princeton w latach 1958–1965 pracował Robert MacArthur, twórca ekologii ewolucyjnej. Robert May kontynuował jego prace, zajmując stanowiska:
– 1973–1988 – profesor biologii,
– 1975–1988 – profesor zoologii,
– 1977–1988 – przewodniczący Rady Naukowej uczelni; kierował też pracą zespołu ekologicznego
– od 1975 roku – coroczne 4– do 6–tygodniowe pobyty w Imperial College London (profesor wizytujący w Ecological Research Laboratories, Silwood Park).
1988–2020 – Uniwersytet Oksfordzki
– Royal Society Research Professor na Wydziale Zoologii oraz w Merton College
Poza pracą w oksfordzkich jednostkach uniwersyteckich pełnił funkcje:
– 1995–2000 – główny doradca naukowy rządu brytyjskiego,
– 1995–2000 – szef Office of Science and Technology,
– 2000–2005 – prezes Royal Society.

## Tematyka badań i publikacje
Według  Google Scholar Robert M. May jest autorem ponad 1200 publikacji, które cieszyły się wielkim zainteresowaniem w środowisku naukowym (>16520 cytowań, h = 176).

### Fizyka teoretyczna
Pierwsze kilkanaście lat pracy (Harvard, Sydney, Culham) poświęcił fizyce teoretycznej (w tym fizyce matematycznej). Efektem tej pracy były np. artykuły:
– Susceptibility of superconducting spheres (1959)
– Meissner-Ochsenfeld effect in the Bogolyubov theory (1959)
– Gauge invariance in the theory of superconductivity (1959)
– Superconductivity of a charged ideal 2-dimensional Bose gas (1959)
– Relaxation of a fast ion in a plasma (1964)
– Magnetic properties of charged ideal quantum gases in n dimensions (1965)
– Quantum Statistics of Ideal Gases in Two Dimensions (1965)
– Exact equation of state for a 2-dimensional plasma (1967)
– Electron scattering and tests of cosmological models (1968)
– The rate of the proton-proton reaction and some related reactions (1969)
W czasie pobytu w Culham, gdzie w latach 60. XX w. tworzono Plasma Physics Research Laboratories (rozbudowa Atomic Energy Reaearch Establishment, AERE w Harwell) oddalił się od dziedziny fizyki teoretycznej, koncentrując się na lekturach dotyczących ekologii i ochrony środowiska (zainteresowanie wywołała książka, wzięta do ręki przypadkowo).

### Dynamika populacji i modelowanie ekosystemów
W zakres dalszych własnych badań włączył próby zastosowania w tych dziedzinach języka matematyki, od dawna stosowanego np. w klasycznej i kwantowej mechanice statystycznej.
Swoje plany i pierwsze wyniki badań konsultował m.in. z Charlesem Birch’em, zasłużonym profesorem biologii w Uniwersytecie w Sydney, autorem licznych publikacji dotyczących globalnych problemów ochrony środowiska oraz pogranicza nauki i religii, współpracownikiem H. Andrewarthy (m.in. współautorstwo książki The Distribution and Abundance of Animals z 1954 roku), przyjacielem Theodosiusa Dobzhansky’ego (genetyka i biologa ewolucyjnego). Do badań w nowej dziedzinie zachęcał też kierownik Szkoły Fizyki na Uniwersytecie w Sydney, Harry Messel.
Pomysł celu jednej z pierwszych analiz dynamicznego układu drapieżnik-ofiara, zaczerpnął z książki Ecology and Resource Management (Kenneth E.F. Watt, 1968). Pod jej wpływem postanowił sprawdzić poprawność przekonań poprzedników (G. Evelyn Hutchinson, Charles Sutherland Elton, Robert MacArthur), dotyczących stabilności dwugatunkowych systemów drapieżnik-ofiara (zob. równanie Lotki-Volterry z lat 20. XX w.) i układów wielogatunkowych (N drapieżników – N zdobyczy).

R. May
(„The Sydney scientist who brought chaos theory to life”) – poglądowa demonstracja, że proste zależności mogą prowadzić do chaosu

Badając modele dynamiki populacji w bardzo złożonych ekosystemach wykazał, że w tych warunkach liczebność poszczególnych populacji (dodawanych losowo) może zmieniać się gwałtowniej niż w układach prostych. Odkrył też, że małe i pozornie chaotyczne wahania mogą wywoływać zadziwiająco dużą gamę dynamicznych zachowań, od utrzymania stabilności do gwałtownych zmian chaotycznych (analogiczne zjawiska obserwowano wcześniej poza biologią, zob. Edward Lorenz, układ Lorenza, efekt motyla). Po opublikowaniu książki i serii artykułów naukowych został uznany za ojca nowej dziedziny biologii – „chaotycznej dynamiki”, a w naukowym piśmiennictwie pojawiło się określenie „May–Wigner stability theorem”.
Spośród licznych artykułów naukowych R. Maya o tematyce ekologicznej w opracowaniach biograficznych są wymieniane m.in.:
– Stability and Complexity in Model Ecosystems (1967, wzn. 1973, 1974, 2001)
– Will a large complex system be stable? (1972)
– Stability in insect host-parasite models (1973)
– Biological populations with nonoverlapping generations: Stable points, stable cycles, and chaos (1974)
– Biological populations obeying difference equations: Stable points, stable cycles, and chaos (1975)
– Simple mathematical models with very complicated dynamics (1976)
– Bifurcations and dynamic complexity in simple ecological models (1976)
– Thresholds and breakpoints in ecosystems with a multiplicity of stable states (1977)
– How Many Species Are There on Earth? (1988)
W 1976 roku ukazał się ceniony podręcznik akademicki Theoretical Ecology: Principles and Applications, w latach 1981 i 2007 wznawiany po uzupełnieniach z udziałem innych specjalistów.

### Epidemiologia
Epidemiologia traktowana jako obszar na pograniczu matematyki, biologii i ekologii umożliwiający racjonalne decyzje dotyczące ochrony zdrowia publicznego i ochrony środowiska stała się obszarem intensywnych badań na przełomie dekad 1970/1980. Współautorem ponad 80 artykułów był Roy M. Anderson, profesor epidemiologii w Imperial College London. W zakres badań wchodziły różne zakażenia wirusowe, bakteryjne i pasożytnicze ludzi, zwierząt gospodarskich i organizmów stanowiących elementy ekosystemów. Obejmowały badania HIV, SARS, pryszczycy, gruźlicy  bydła (zob. M. bovis), grypy azjatyckiej i wielu innych. W licznym gronie współpracowników byli m.in.:
- Martin Nowak – profesor matematyki i biologii oraz dyrektor Program for Evolutionary Dynamics w Uniwersytecie Harvarda, współautor np. artykułów Superinfection and the evolution of parasite virulence (1994)[48], Virus dynamics: Mathematical principles of immunology and virology (2000)[49] i innych publikacji[50]
- Sebastian Bonhoeffer[51] – profesor biologii teoretycznej w ETH w Zurychu (Eidgenössische Technische Hochschule Zürich), współautor np. artykułów Viral Dakdynamics in vivo: limitations on estimates of intracellular delay and virus decay (1996)[52], Virus dynamics and drug therapy (1997)[53]
- Alun Lloyd[54] – profesor matematyki w Uniwersytecie Stanu Karolina Północna, współautor np. artykułów Infection dynamics on scale-free networks (2001)[55], Spatial heterogeneity in epidemic models (1996)[56] i in.
- Sunetra Gupta – profesor epidemiologii teoretycznej na Wydziale Zoologii Uniwersytetu Oksfordzkiego, współautorka np. artykułów Networks of sexual contacts: implications for the pattern of spread of HIV (1989)[57], The maintenance of strain structure in populations of recombining infectious agents (1996)[58] i in.[59]

W 1981 roku ukazał się przygotowany przez R.M. Maya i R.M. Andersona numer Philosophical Transactions of the Royal Society (Phil Trans B), poświęcony w całości problemom układów pasożyt-żywiciel: The Population Dynamics of Microparasites and Their Invertebrate Hosts. Odegrał on ważną rolę w historii dyscypliny, co poświadcza tekst opublikowany w kwietniu 2015 roku z okazji 350. rocznicy Phil.Trans.
Autorzy jubileuszowego artykułu (A.P. Heesterbeek i M. G. Roberts) zatytułowali go:
Omówienie publikacji Andersona i Maya zostało poprzedzone przypomnieniem długiej historii rozwoju teoretycznej epidemiologii (m.in. Daniel Bernoulli i problem "variolation/inoculation" w 1760 roku). Konsekwentne, systematyczne badania dynamiki chorób zakaźnych, zapoczątkowane przez Andersona, Maya i wsp. w 1978 roku, uznano za ważny etap tego rozwoju, zakończony opracowaniem w 1991 roku przełomowego podręcznika:

### Inne układy dynamiczne
Modelowanie matematyczne Robert May wykorzystywał na różnych obszarach swojej działalności, m.in. jako doradca w sprawach zagrożeń państwa kryzysami finansów (zob. kryzys finansowy 2007–2009). Wraz ze współpracownikami opublikował np. artykuły na temat możliwości stosowania modeli opracowanych dla skomplikowanych ekosystemów do określania stabilności dużych systemów bankowych (zob. ryzyko systemowe, ryzyko rynkowe, kryzys finansowy i in.):
- Complex systems: Ecology for bankers (R.M. May, S.A. Levin, G. Sugihara, 2008)[64]
- Systemic risk: The dynamics of model banking systems (R.M. May, N. Arinaminpathy, 2010)[65]
- Systemic risk in banking ecosystems (A.G. Haldane, R.M. May, 2011)[66]
- Networks and webs in ecosystems and financial systems (R.M. May, 2013)[67]

Symbole religijne

W odległych od modelowania matematycznego dziedzinach wiedzy, takich jak religioznawstwo (geneza religii, filozofia i psychologia religii) poruszał się jako ateista-ekolog, analizujący źródła wiary religijnej, zjawiska występowania różnych uszczęśliwiających wizji itp. Analizował prawdopodobny wpływ różnych wierzeń na stabilność biosfery. Wśród licznych książek (w 2009 roku wymieniał 11 tytułów) były:
- Physicians of the Soul: The Psychologies of the World's Great Spiritual Teachers[70]
- Cosmic Consciousness Revisited: The Modern Origins and Development of a Western Spiritual Psychology[71]

Physicians of the Soul
Pierwsza wersja Physicians of the Soul (wydania: Crossroad 1982, Amity House 1988 i Element Books 1991) była zbiorem rozważań o życiu i naukach sześciu największych duchowych przewodników ludzkości poszukującej Jaźni, nauczycieli sześciu światowych religii (Laozi, Mojżesz, Jezus Chrystus, Budda, Kryszna, Mahomet).
Physicians of the Soul: Second Edition ukazała się po dwudziestu latach (White Cloud Press 2003). May poświęcił w niej dużo miejsca duchowości Indian Ameryki Północnej, a głównie Dakotów (Lakota Sioux). Za siódmego wielkiego przewodnika ludzkości uznał kobietę opisywaną w legendach Siuksów jako White Buffalo Woman (Kobieta Biały Bawół). Wymieniał trzy powody tej decyzji:
1. duchowe nauki rdzennych Amerykanów (nazywane „prymitywnymi”), są bardzo ważne dla ludzkości XXI wieku
2. wśród Wielkich Nauczycieli znanych z historii religii brakuje kobiet (z różnych powodów historycznych i kulturowych pomijano 50% rasy ludzkiej, co bywa współcześnie nazywane społecznym seksizmem)
3. przesłanie White Buffalo Woman[74][75][76], dotyczące troski o harmonię z Wielkim Duchem (Wakan Tanka) i Matką Ziemią[72][73] może być tym, co uchroni współczesną ludzkość – może zapobiec samozniszczeniu wskutek utraty stabilności ekologicznej.

Cosmic Consciousness Revisited
Książka wydana w 1993 roku dotyczy psychologii religii. Jej tytuł odwołuje się do książki Richarda Maurice’a Bucke’a (1837–1902) pt. Cosmic Consciousness: A Study in the Evolution of the Human Mind.
Koncepcja „kosmicznej świadomości” była analizowana i rozwijana przez wielu kolejnych myślicieli. Robert May skomentował publikacje, które ukazały się w okresie stulecia 1890–1990 (autorzy: William James, John Watson, Sigmund Freud, Carl Gustav Jung, Georgij Gurdżijew, Abraham Maslow, Pierre Teilhard de Chardin, Jean Houston). Jego książka Revisited została przyjęta z wielkim uznaniem, np. John Eccles, laureat Nagrody Nobla w dziedzinie fizjologii i medycyny (wraz z Alanem Hodgkinem i Andrew Huxleyem) stwierdził, że jest to „niesamowita książka” o „ludzkiej tajemnicy istnienia”.

## Nagrody i wyróżnienia
Wyróżnienia przyznane przez królową brytyjską:
1. 30 grudnia 1995 – tytuł szlachecki i Odznaka Rycerza Kawalera „For services to science”
2. 18 lipca 2001  – nobilitacja umożliwiająca zajmowanie miejsca w Izbie Lordów jako par dożywotni, ang. life peer z tytułem Baron May of Oxford
3. 8 listopada 2002 – Order of Merit

Od 1979 roku był członkiem Royal Society, a w kolejnych latach został członkiem korespondentem Australian Academy of Science (1991), członkiem zagranicznym United States National Academy of Sciences (1992) i członkiem Academia Europaea (1994) oraz członkiem honorowym:
- 1993 – American Society for Biochemistry
- 1995 – British Ecological Society
- 2001 – Australian Academy of Technology Sciences and Engineering
- 2006 – Royal Society of Edinburgh
- 2008 – Linnean Society of London
- 2009 – Australian Institute of Building
- 2010 – Royal Society of New South Wales

Otrzymał honorowe stopnie naukowe od licznych uczelni, m.in.:

- 1990 – Uniwersytet w Uppsali
- 1993 – Uniwersytet Yale
- 1995 – University of Sydney
- 1996 – Uniwersytet w Princeton
- 2001 – University of Glasgow
- 2003 – Politechnika Federalna w Zurychu
- 2003 – Queen’s University Belfast
- 2004 – Uniwersytet Oksfordzki
- 2004 – University of York
- 2005 – University of Sheffield
- 2007 – Uniwersytet Wschodniej Anglii
- 2013 – Uniwersytet Harvarda bestowed an honorary degree on SFI[2]

Nagrody i odznaczenia
- 1980 – Weldon Memorial Prize by the University of Oxford
- 1984 – American Ecological Society MacArthur Award
- 1991 – Medal Towarzystwa Linneuszowskiego w Londynie
- 1995 – Frink Medal (Zoological Society of London)
- 1996 – Nagroda Crafoorda (Królewska Szwedzka Akademia Nauk)
- 1998 – Kawaler Orderu Australii[7]
- 1998 – Swiss-Italian Balzan Prize[80]
- 2001 – Japanese Blue Planet Prize[33] (for developing mathematical ecology, the means to predict changes in animal populations that serves as a fundamental tool for ecological conservation planning[81])
- 2007 – Royal Society's Copley Medal
- 2008 – Royal Society of Chemistry's Lord Lewis Prize
- 2012 – IEEM Medal from the Institute of Ecology and Environmental Management on 28 June 2012 for "Outstanding Commitment of Biodiversity and the Natural Environment"[14]
- 2013 – Charles P Nash Prize

## Życie rodzinne
Był żonaty z Judith Feiner, którą poznał będąc na drugim roku studiów podoktoranckich w Harvardzie. Była wówczas studentką Brandeis University. Ich spotkanie uważał za najważniejsze wydarzenie w swoim życiu.
Judith urodziła się w 1943 roku w rodzinie żydowskiej. Dzieciństwo spędziła na Manhattanie. Uczyła się w New York High School of Music and Art. Pobrali się 3 sierpnia 1962 roku po sześciu miesiącach znajomości, wkrótce przed datą powrotu Boba do Sydney, gdzie wspólnie zamieszkali. Mieli jedno dziecko – córkę Naomi Felicity (ur. 1966). Byli małżeństwem okazującym sobie wzajemną czułość i zrozumienie przez prawie 60 lat, do śmierci Roberta, poprzedzonej kilkuletnim okresem pogarszania się stanu zdrowia. W czasie choroby (choroby Alzheimera) starał się zachowywać aktywność, jednak przestało to być możliwe. Żona i przyjaciele (przede wszystkim Paul Harvey i John Krebs) obserwowali z bólem zachodzące zmiany. W okresie, gdy znajomi odnosili wrażenie, że ich nie rozpoznaje, Sunetra Gupta była świadkiem sceny, gdy wziął żonę za rękę i powiedział: „Judith, jesteś taką cudowną osobą, tak dobrze cię mieć”.